# Burewala
Burewala (in urdu بُورے والا) è una città del Pakistan, situata nella provincia del Punjab.